# Constantin Karadja
Constantin Jean Lars Anthony Démétrius Karadja, född 24 november 1889 i Haag i Nederländerna, död 28 december 1950 i Bukarest i Rumänien, var en svensk-rumänsk prins, diplomat och bibliofil, som räddade ett stort antal rumänska judar under andra världskriget.

## Levnad och insats
Constantin Karadja härstammade från en fanariotisk familj med rötter i bysantinska kejsardömet och vars medlemmar varit styrande i Valakiet under 1700- och 1800-talen. Han var son till den osmanske militären och diplomaten prins Jean Karadja Pasha och dennes svenska hustru, författaren Mary Karadja samt dotterson till den svenske spritindustrimannen och riksdagspolitikern L. O. Smith.
Han studerade vid Framlingham College i Suffolk i Storbritannien och tog juristexamen i London. Han gifte sig år 1916 med den avlägsna släktingen prinsessan Marcela Elena Caradja (1896-1971) från Rumänien. År 1920 blev han utnämnd till barrister-at-law. Samma år blev han rumänsk medborgare och kom i diplomatisk tjänst. Han tjänstgjorde i Budapest 1921–1922 och som generalkonsul i Stockholm 1928–1930 och i Berlin 1932–1941. Därefter var han chef för rumänska UD:s konsulära avdelning 1941–1944. I den egenskapen kunde han rädda judar av rumänskt ursprung inte bara i Tyskland utan i alla de av tyskarna ockuperade länderna.
År 1947 avskedades Constantin Karadja från sin tjänst av den rumänska kommunistiska regimen och förvägrades också pension. Han fick från mars 1949 arbete som lokalanställd och lågavlönad översättare på svenska legationen i Bukarest. Hans bruttoårslön var 995 kronor, vilket motsvarar ungefär 17 000 kronor i 2010 års penningvärde. Han dog i armod den 28 december 1950 fem dagar innan Securitate kom för att arrestera honom.
Constantin Karadja hade två barn, prins Jean Constantin Aristide Caradja (1917–1993), gift med Minna Frieda Auguste Starke (1911–1992), och prinsessan Maria Nadèje Karadja (1919–2006).
Constantin Karadja var släkt med Wallenbergfamiljen efter det att hans Sverigefödda halvsyster på faderns sida Jeanne Nyström(1885-1962) adopterats av Knut Agathon Wallenberg och hans hustru Alice och givits namnet Nannie. Nannie Wallenberg blev därigenom kusin med Raoul Wallenbergs far.
För sina insatser att rädda människoliv under andra världskriget tilldelades han av Yad Vashem postumt 2005 den israeliska utmärkelsen Rättfärdig bland folken. Hans arbete anses ha räddat över 51 000 rumänska judar, från deportation och död i nazistiska koncentrationsläger.